# Integraalformule van Cauchy

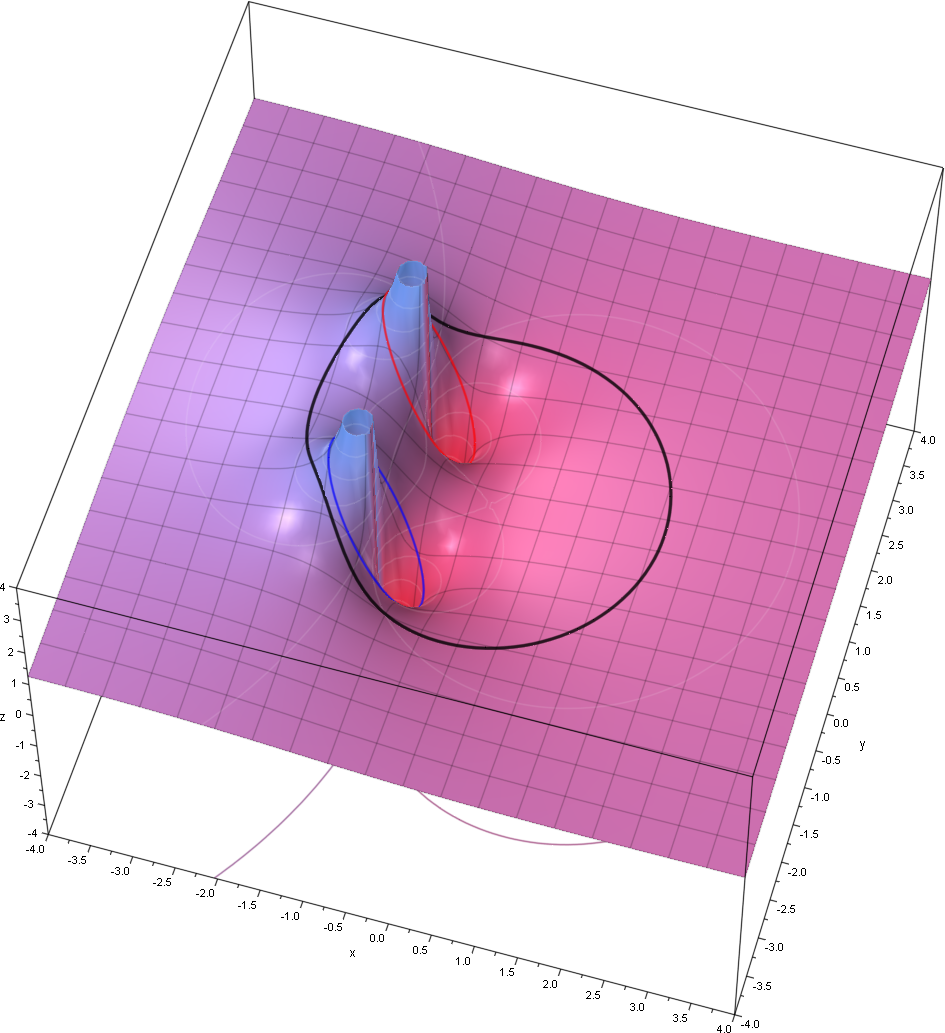
Oppervlak van de absolute waarde van
en haar singulariteiten.

De integraalformule van Cauchy, genoemd naar Augustin Louis Cauchy, is een centrale stelling in de complexe functietheorie, een deelgebied van de wiskunde. De stelling zegt dat een holomorfe functie, die op een schijf is gedefinieerd, volledig wordt bepaald door haar waarden op de begrenzing van de schijf. De integraalformule van Cauchy kan worden gebruikt om integraalformules te verkrijgen voor alle afgeleiden van een holomorfe functie en toont aan dat in de functietheorie differentiëren en integreren gelijkwaardig zijn. Dit geldt niet in de analyse over de reële getallen.

## Stelling
Stel dat {\displaystyle U} een open deelverzameling van het complexe vlak is, {\displaystyle f:U\to \mathbb {C} } een holomorfe functie is, dus een complex differentieerbare functie, en stel dat de gesloten schijf {\displaystyle D=\{z\mid \,|z-z_{0}|\leq r\}} volledig in {\displaystyle U} ligt. Laat {\displaystyle \Gamma } de cirkel zijn die de begrenzing van de gesloten schijf {\displaystyle D} vormt. Dan geldt voor iedere {\displaystyle a} in het inwendige van {\displaystyle D}:
{\displaystyle f(a)={1 \over 2\pi i}\oint _{\Gamma }{f(z) \over z-a}\,\mathrm {d} z}
waar de contourintegraal {\displaystyle {}\oint _{\Gamma }} langs de contour {\displaystyle \Gamma } tegen de klok in wordt genomen.
Het bewijs van deze stelling maakt gebruik van de integraalstelling van Cauchy en vereist van {\displaystyle f} eveneens alleen dat deze functie holomorf is. Aangezien de noemer van de integrand in de integraalformule van Cauchy kan worden uitgebreid als een machtreeks in de variabele {\displaystyle a-z_{0}}, volgt hieruit dat holomorfe functies analytisch zijn. In het bijzonder is {\displaystyle f} eigenlijk oneindig differentieerbaar, met
{\displaystyle f^{(n)}(a)={n! \over 2\pi i}\oint _{\Gamma }{f(z) \over (z-a)^{n+1}}\ \mathrm {d} z}
Deze formule wordt soms de differentiatieformule van Bach genoemd.
De cirkel {\displaystyle \Gamma } kan door elke gesloten corrigeerbare kromme in {\displaystyle U} worden vervangen, waarvan het windingsgetal om {\displaystyle a} gelijk aan 1 is. Bovendien is het, net als voor de integraalstelling van Cauchy, voldoende om te eisen dat {\displaystyle f} holomorf is in de open omgeving, die door het pad wordt omsloten, en continu is op haar afsluiting.
Door gebruik te maken van de integraalstelling van Cauchy kan men laten zien dat de integraal over {\displaystyle C}, of de gesloten corrigeerbare kromme gelijk is aan dezelfde integraal over een willekeurig kleine cirkel rond {\displaystyle a}.
1. Aangezien {\displaystyle f(z)} een continue functie is, kunnen we een cirkel om {\displaystyle a} kiezen die klein genoeg is en waarop {\displaystyle f(z)} willekeurig dichtbij {\displaystyle f(a)} ligt.
2. Aan de andere kant is de integraal
{\displaystyle \oint _{C}{1 \over z-a}\ \mathrm {d} z=2\pi i}
over elke cirkel {\displaystyle C} die gecentreerd is in {\displaystyle a}. Bewijs: we kunnen deze kleine cirkel om {\displaystyle z-a} als volgt parametriseren: 
{\displaystyle z=a+\varepsilon e^{it}},
{\displaystyle \mathrm {d} z=i\varepsilon e^{it}}
met {\displaystyle 0\leq t\leq 2\pi } en {\displaystyle \varepsilon } de straal van de cirkel. Met integratie door substitutie vinden we
{\displaystyle \oint _{C}{1 \over z-a}\ \mathrm {d} z=\int _{0}^{2\pi }{1 \over \varepsilon e^{it}}i\varepsilon e^{it}\ \mathrm {d} t=i\ \int _{0}^{2\pi }\ \mathrm {d} t=2\pi i}
3. Nu kunnen we schrijven
{\displaystyle f(a)={\frac {1}{2\pi i}}\ f(a)\,2\pi i={\frac {1}{2\pi i}}\ f(a)\,\oint _{C}{1 \over z-a}\ \mathrm {d} z={\frac {1}{2\pi i}}\ \oint _{C}{\frac {f(a)}{z-a}}\ \mathrm {d} z}
want {\displaystyle f(a)} is een constante.
4. Invullen en {\displaystyle \varepsilon \to 0} laten naderen geeft
{\displaystyle {\frac {1}{2\pi i}}\oint _{C}{f(z) \over z-a}\ \mathrm {d} z-f(a)={\frac {1}{2\pi i}}\oint _{C}{f(z) \over z-a}\ \mathrm {d} z-{\frac {1}{2\pi i}}\ \oint _{C}{\frac {f(a)}{z-a}}\ \mathrm {d} z=}
{\displaystyle {\frac {1}{2\pi i}}\oint _{C}{\frac {f(z)-f(a)}{z-a}}\,\mathrm {d} z=}
{\displaystyle {\frac {1}{2\pi i}}\int _{0}^{2\pi }{\frac {{\big (}f(a+\varepsilon e^{it})-f(a){\big )}i\varepsilon e^{it}}{\varepsilon e^{it}}}\,\mathrm {d} t=}
{\displaystyle {\frac {1}{2\pi }}\int _{0}^{2\pi }{\big (}f(a+\varepsilon e^{it})-f(a){\big )}\ \mathrm {d} t\to 0\quad } als {\displaystyle \quad \varepsilon \to 0}
want {\displaystyle f(z)} is een continue functie. Dus
{\displaystyle f(a)={\frac {1}{2\pi i}}\oint _{C}{f(z) \over z-a}\ \mathrm {d} z}

## Voorbeeld
{\displaystyle \oint _{C}{z^{2} \over z^{2}+2z+2}\,\mathrm {d} z=-4\pi i}
met contour {\displaystyle C} beschreven door {\displaystyle |z|=2}, een cirkel met straal 2.
Noem de functie
{\displaystyle {z^{2} \over z^{2}+2z+2}=g(z)}
Om de integraal van {\displaystyle g(z)} langs de contour {\displaystyle C} te vinden, moeten we de singulariteiten of polen van {\displaystyle g(z)} binnen {\displaystyle C} kennen. Die vinden we door {\displaystyle g} als volgt te herschrijven:
{\displaystyle g(z)={z^{2} \over (z-z_{1})(z-z_{2})}},
met de twee polen {\displaystyle z_{1}=-1+i} en {\displaystyle z_{2}=-1-i}.
Hun absolute waardes zijn volgens de stelling van Pythagoras {\displaystyle {\sqrt {2}}}, dus kleiner dan 2 zodat de polen binnen de contour {\displaystyle C} liggen. Door de stelling van Cauchy-Goursat kunnen we de integraal rondom de contour uitdrukken als de som van de integralen rondom de polen {\displaystyle z_{1}} en {\displaystyle z_{2}}, waar de contour steeds een kleine cirkel rond elke pool is. Noem deze contouren {\displaystyle C_{1}} rondom {\displaystyle z_{1}} en {\displaystyle C_{2}} rondom {\displaystyle z_{2}}. Dus
{\displaystyle \oint _{C}{g(z)\ \mathrm {d} z}=\oint _{C_{1}}g(z)\ \mathrm {d} z+\oint _{C_{2}}{g(z)\ \mathrm {d} z}}
We kiezen een functie {\displaystyle f_{1}} die analytisch is langs {\displaystyle C_{1}} (dit aangezien de contour {\displaystyle C_{1}} de andere singulariteit {\displaystyle z_{2}} niet bevat), en dit staat ons toe om {\displaystyle f_{1}} in de vorm te schrijven die we vereisen, namelijk:
{\displaystyle f_{1}(z)={z^{2} \over z-z_{2}}}
Nu geldt dat
{\displaystyle \oint _{C_{1}}g(z)\ \mathrm {d} z=\oint _{C_{1}}{f_{1}(z) \over z-z_{1}}\ \mathrm {d} z=2\pi if_{1}(z_{1})}
{\displaystyle \oint _{C_{1}}{\left({z^{2} \over z-z_{2}}\right) \over z-z_{1}}\ \mathrm {d} z=2\pi i{z_{1}^{2} \over z_{1}-z_{2}}}
Als men hetzelfde doet voor de andere contour {\displaystyle C_{2}}:
{\displaystyle f_{2}(z)={z^{2} \over z-z_{1}}}
{\displaystyle \oint _{C_{2}}{\left({z^{2} \over z-z_{1}}\right) \over z-z_{2}}\ \mathrm {d} z=2\pi i{z_{2}^{2} \over z_{2}-z_{1}}}
De integraal langs de originele contour {\displaystyle C} is dan de som van deze twee integralen:
{\displaystyle \oint _{C}{z^{2} \over z^{2}+2z+2}\ \mathrm {d} z=\oint _{C_{1}}{\left({z^{2} \over z-z_{2}}\right) \over z-z_{1}}\ \mathrm {d} z+\oint _{C_{2}}{\left({z^{2} \over z-z_{1}}\right) \over z-z_{2}}\ \mathrm {d} z=}
{\displaystyle =2\pi i\left({z_{1}^{2} \over z_{1}-z_{2}}+{z_{2}^{2} \over z_{2}-z_{1}}\right)=2\pi i(z_{1}+z_{2})=2\pi i(-2)=-4\pi i}

## Websites
- MathWorld. Cauchy Integral Formula.
- H Hofstede. De tweede integraalstelling van Cauchy.